# Lac de Menteith
Le lac de Menteith, en anglais Lake of Menteith, également connu sous le nom de Loch Inchmahome (en gaélique écossais : Loch Innis Mo Cholmaig), est un loch d'Écosse situé sur le carse (en) de Stirling (la plaine inondable du cours supérieur des rivières Forth et Teith, en amont de Stirling,.

## Nom
Jusqu'au début du XIXe siècle le loch est plus communément connu sous le nom écossais de Loch of Menteith, bien que, sur la carte de 1654 Blaeu Atlas of Scotland, il soit identifié comme Loch Inche Mahumo. La seule localité d’une certaine importance sur le Loch of Menteith est Port of Menteith.

## Géographie
Il y a un certain nombre de petites îles dans le loch. Sur la plus grande, Inchmahome, se trouve le prieuré d'Inchmahome, un ancien monastère. Le prieuré a servi de refuge à Marie, reine d'Écosse, en 1547. Elle n'avait que quatre ans à l'époque et y resta trois semaines après la désastreuse bataille de Pinkie Cleugh en septembre de cette année-là.
Le lac n'est pas particulièrement profond et peut geler complètement lors d'hivers exceptionnellement froids. Si la glace devient suffisamment épaisse, au moins 7 pouces (17,78 cm), un tournoi de curling en plein air appelé le Bonspiel (en) (ou le Grand Match (en)) est organisé sur le loch. L'événement peut attirer des milliers de joueurs de curling même s'il est organisé très rarement. Le dernier Grand Match a eu lieu en 1979. Le Bonspiel qui était prévu pour 2010 a été abandonné pour des raisons de santé et de sécurité.

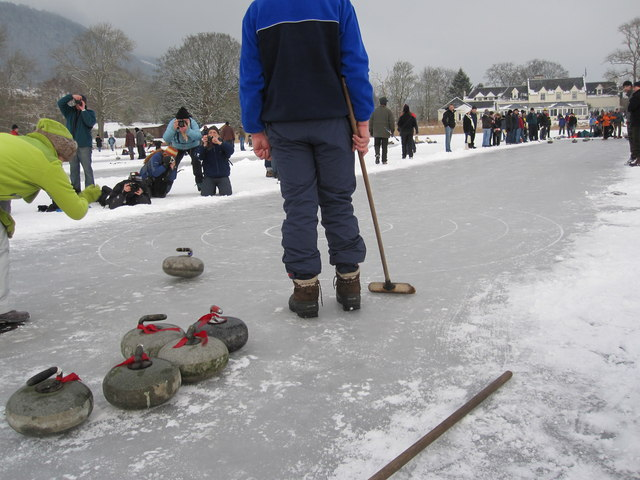
Curling sur le lac de Menteith

Le lac de Menteith est souvent considéré comme le seul plan d'eau d'Écosse appelé lac (lake en anglais). En fait, il y en a plusieurs autres, dont certains ont été créés artificiellement : le Lac Pressmennan (en), le Lac Hirsel (en), le lac Louise (dans l'enceinte du château de Skibo (en), Sutherland ), le lake Raith, le lake Upper et le lake Kelly (tous deux près de Haddo House, Aberdeenshire ), le lake Pitfour et le lake Cally (près de Gatehouse of Fleet, Kirkcudbrightshire ). Il y a également une baie maritime près de Kirkcudbright connue sous le nom de lake Manxman. Presque tous les autres grands plans d'eau d'Écosse sont connus sous le nom de lochs.
On pense que le nom inhabituel de « lac de Menteith » est dû à l'Ordnance Survey du gouvernement britannique de 1838 qui a cartographié la zone pour la première fois et l'a identifié comme un « lac » car il était désigné ainsi dans la littérature en vogue à l’époque[réf. nécessaire].

## Fort romain de Malling
Les Romains ont construit un fort sur un site associé à la Gask Ridge, à l'ouest du lac. Les Romains ont peut-être appelé le site Lindon. Il est découvert par David Wilson et Kenneth St Joseph en 1968 alors qu'ils effectuent une étude aérienne de Flanders Moss (en). Après avoir pris des photographies aériennes ils évaluent le site en mesurant la résistance et la susceptibilité magnétique au niveau du sol.

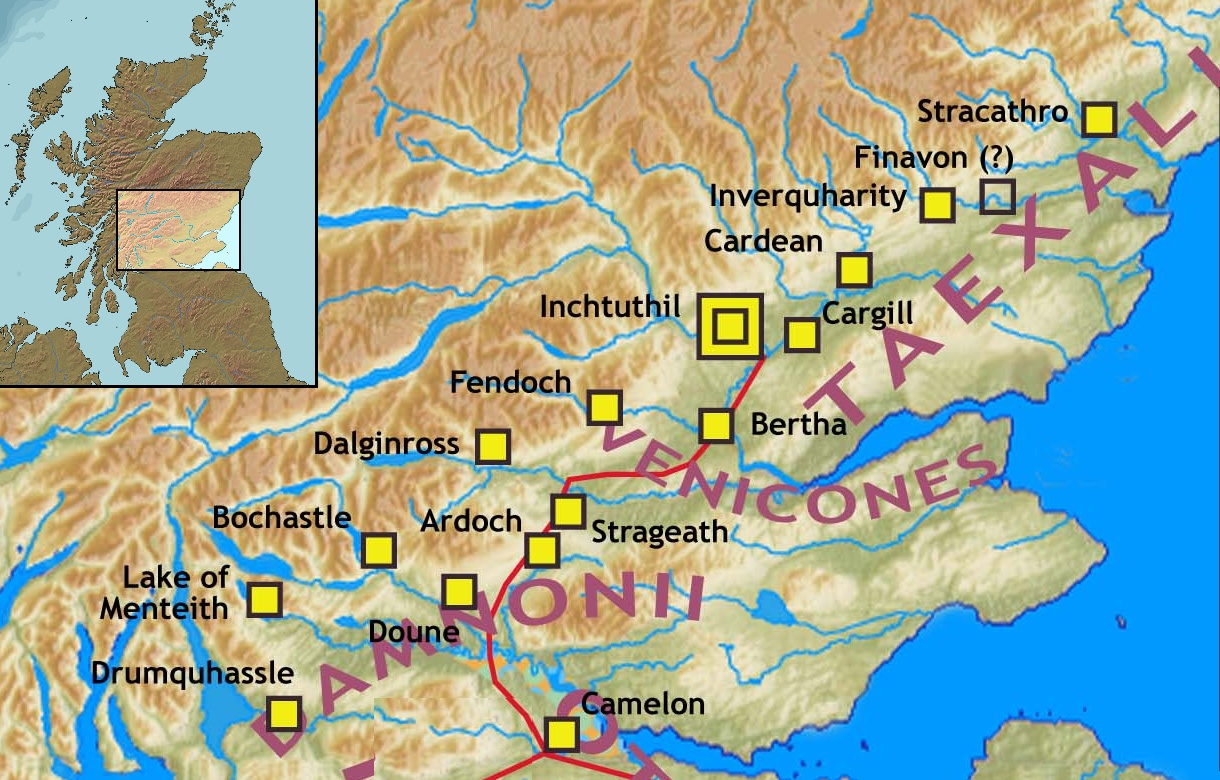
Forts et fortins associés à la Gask Ridge du sud au nord :, Cadder, Castlecary,, Camelon,, Malling, Doune, ', Bochastle, Ardoch, Sheilhill,, Dalginross, Midgate, Bertha, Fendoch, Cargill, Cardean, Inchtuthil, ', Stracathro